# Billboard Music Award for Top Touring Artist
Die Billboard Music Award for Top Touring Artist werden im Rahmen der jährlichen Billboard Music Awards an die beste Liveband verliehen. Sie wurden erstmals bei den Billboard Music Awards 2011 vergeben. Mit drei Awards gewann U2 am häufigsten und wurde mit vier Nominierungen auch am häufigsten nominiert.

## Übersicht
Die Gewinner stehen als erstes und fett.

### 2010er
| Jahr                                  | Künstler | Ref |
| ------------------------------------- | -------- | --- |
| 2011                                  |          |     |
| U2                                    | [ 1 ]    |     |
| Bon Jovi                              | [ 1 ]    |     |
| Michael Bublé                         | [ 1 ]    |     |
| Lady Gaga                             | [ 1 ]    |     |
| Roger Waters                          | [ 1 ]    |     |
| 2012                                  | [ 1 ]    |     |
| U2                                    | [ 2 ]    |     |
| Bon Jovi                              | [ 2 ]    |     |
| Taylor Swift                          | [ 2 ]    |     |
| Take That                             | [ 2 ]    |     |
| Roger Waters                          | [ 2 ]    |     |
| 2013                                  | [ 2 ]    |     |
| Madonna                               | [ 3 ]    |     |
| Coldplay                              | [ 3 ]    |     |
| Lady Gaga                             | [ 3 ]    |     |
| Bruce Springsteen                     | [ 3 ]    |     |
| Roger Waters                          | [ 3 ]    |     |
| 2014                                  | [ 3 ]    |     |
| Bon Jovi                              | [ 4 ]    |     |
| Beyoncé                               | [ 4 ]    |     |
| P!nk                                  | [ 4 ]    |     |
| Rihanna                               | [ 4 ]    |     |
| Bruce Springsteen & The E Street Band | [ 4 ]    |     |
| 2015                                  | [ 4 ]    |     |
| One Direction                         | [ 5 ]    |     |
| Lady Gaga                             | [ 5 ]    |     |
| Katy Perry                            | [ 5 ]    |     |
| The Rolling Stones                    | [ 5 ]    |     |
| Justin Timberlake                     | [ 5 ]    |     |
| 2016                                  | [ 5 ]    |     |
| Taylor Swift                          | [ 6 ]    |     |
| Madonna                               | [ 6 ]    |     |
| One Direction                         | [ 6 ]    |     |
| The Rolling Stones                    | [ 6 ]    |     |
| U2                                    | [ 6 ]    |     |
| 2017                                  | [ 6 ]    |     |
| Beyoncé                               | [ 7 ]    |     |
| Justin Bieber                         | [ 7 ]    |     |
| Coldplay                              | [ 7 ]    |     |
| Guns N’ Roses                         | [ 7 ]    |     |
| Bruce Springsteen                     | [ 7 ]    |     |
| 2018                                  | [ 7 ]    |     |
| U2                                    |          |     |
| Bruno Mars                            |          |     |
| Coldplay                              |          |     |
| Ed Sheeran                            |          |     |
| Guns N’ Roses                         |          |     |
| 2019                                  |          |     |
| Ed Sheeran                            | [ 8 ]    |     |
| Beyoncé & Jay-Z                       | [ 8 ]    |     |
| Bruno Mars                            | [ 8 ]    |     |
| Justin Timberlake                     | [ 8 ]    |     |
| Taylor Swift                          | [ 8 ]    |     |

### 2020er
| Jahr               | Künstler | Ref             |
| ------------------ | -------- | --------------- |
| 2020               |          |                 |
| Pink               | [ 9 ]    |                 |
| Elton John         | [ 9 ]    |                 |
| Metallica          | [ 9 ]    |                 |
| The Rolling Stones | [ 9 ]    |                 |
| Ed Sheeran         | [ 9 ]    |                 |
| 2021               | [ 9 ]    | nicht verliehen |

## Meiste Siege und Nominierungen

### Siege
3 Siege
- U2

### Nominierungen
4 Nominierungen
- U2

3 Nominierungen
- Bon Jovi
- Roger Waters
- Lady Gaga
- Bruce Springsteen
- Taylor Swift
- The Rolling Stones
- Ed Sheeran

2 Nominierungen
- Beyoncé
- Bruno Mars
- Coldplay
- Madonna
- One Direction
- Pink